# Matjaž Vrhovnik
Matjaž Vrhovnik (ur. 6 maja 1972 w Lublanie) – słoweński narciarz alpejski reprezentujący także Jugosławię.

## Kariera
Po raz pierwszy na arenie międzynarodowej pojawił się w 1991 roku, startując na mistrzostwach świata juniorów w Geilo. Zajął tam 29. miejsce w supergigancie i 32. miejsce w gigancie. Były to jego jedyne starty w zawodach tego cyklu.
W zawodach Pucharu Świata zadebiutował 20 grudnia 1994 roku w Lech, gdzie nie zakwalifikował się do drugiego przejazdu w slalomie. Pierwsze pucharowe punkty wywalczył 19 lutego 1995 roku w Furano, zajmując 14. miejsce w tej samej konkurencji. Na podium zawodów tego cyklu pierwszy raz stanął 9 stycznia 2000 roku w Chamonix, kończąc rywalizację w slalomie na trzeciej pozycji. W zawodach tych wyprzedzili go tylko Włoch Angelo Weiss i Kjetil André Aamodt z Norwegii. W kolejnych startach jeszcze trzykrotnie stawał na podium: 23 stycznia 2000 roku w Kitzbühel był drugi, 20 lutego 2000 roku w Adelboden zwyciężył, a 19 marca 2000 roku w Bormio był trzeci w slalomie. W sezonie 1999/2000 zajął 17. miejsce w klasyfikacji generalnej, w klasyfikacji slalomu był trzeci.
Wystartował na igrzyskach olimpijskich w Nagano w 1998 roku, zajmując 17. miejsce w slalomie. Na rozgrywanych rok wcześniej mistrzostwach świata w Sestriere w tej samej konkurencji zajął 22. miejsce. Brał też udział mistrzostwach świata w Sankt Anton w 2001 roku, gdzie został zdyskwalifikowany w drugim przejeździe slalomu.

## Osiągnięcia

### Igrzyska olimpijskie
| Miejsce | Dzień     | Rok  | Miejscowość | Konkurencja | Czas biegu | Strata | Zwycięzca          |
| ------- | --------- | ---- | ----------- | ----------- | ---------- | ------ | ------------------ |
| 17.     | 21 lutego | 1998 | Nagano      | Slalom      | 1:49,31    | +5,34  | Hans Petter Buraas |

### Mistrzostwa świata
| Miejsce | Dzień     | Rok  | Miejscowość | Konkurencja | Czas biegu | Strata | Zwycięzca    |
| ------- | --------- | ---- | ----------- | ----------- | ---------- | ------ | ------------ |
| 22.     | 15 lutego | 1997 | Sestriere   | Slalom      | 1:51,70    | +6,49  | Tom Stiansen |
| DSQ2    | 10 lutego | 2001 | Sankt Anton | Slalom      | 1:39,66    | -      | Mario Matt   |

### Mistrzostwa świata juniorów
| Miejsce | Dzień       | Rok  | Miejscowość | Konkurencja | Czas biegu | Strata | Zwycięzca         |
| ------- | ----------- | ---- | ----------- | ----------- | ---------- | ------ | ----------------- |
| 29.     | 8 kwietnia  | 1991 | Geilo       | Supergigant | 1:27,16    | +2,60  | Jure Košir        |
| 32.     | 12 kwietnia | 1991 | Geilo       | Gigant      | 2:04,64    | +3,70  | Massimo Zucchelli |

### Puchar Świata

#### Miejsca w klasyfikacji generalnej
- sezon 1994/1995: 110.
- sezon 1995/1996: 78.
- sezon 1996/1997: 72.
- sezon 1997/1998: 91.
- sezon 1998/1999: 89.
- sezon 1999/2000: 17.
- sezon 2000/2001: 46.
- sezon 2001/2002: 135.

#### Miejsca na podium
1. Chamonix – 9 stycznia 2000 (slalom) – 3. miejsce
2. Kitzbühel – 23 stycznia 2000 (slalom) – 2. miejsce
3. Adelboden – 20 lutego 2000 (slalom) – 1. miejsce
4. Bormio – 19 marca 2000 (slalom) – 3. miejsce